# Leonidas (azienda)
La Leonidas è un'azienda belga che produce cioccolato e altri prodotti correlati.
Con i suoi 350 negozi in Belgio e circa 1250 in altri 50 paesi del Mondo (tra cui 340 in Francia), la Leonidas è uno dei produttori di cioccolato più diffusi e con più alta produttività nel Mondo.

## Storia
Venne fondata nel 1913 dal confettiere statunitense di origine greco-cipriota Leonidas Kestekiles a Gand, anche se all'inizio cominciò a produrre cioccolato negli Stati Uniti. Le redini dell'azienda sono passati nel corso degli anni ai discendenti di Kestelides.